# Ramon Andreu i Berenguer
Ramon Andreu i Berenguer (Manlleu, Osona, 1822 - Vic, Osona, 1869) fou un catedràtic i sacerdot català.

## Biografia
Es formà al Seminari de Vic. Acabada la carrera eclesiàstica s'ordenà sacerdot (1845). Passà després a la Universitat de Barcelona per obtenir el grau de batxillerat en filosofia (1846) i una regència de segona classe en retòrica i poètica. El mateix 1846 entrà de catedràtic de llatinitat del Seminari de Vic i en prengué possessió el curs 1846-1847 substituint Josep Puigdollers. El curs següent passà a una càtedra de retòrica i a una de filosofia. En l'exercici d'aquesta càtedra impartí metafísica (1855-1877) i ontologia, cosmologia, ètica i religió (1857-1859). En 1859 li fou confiada una càtedra de teologia, des d'on ensenyà institucions teològiques i Sagrada Escriptura fins poc abans de la seva mort.